# Plan SATER
Le plan SATER (acronyme de Sauvetage Aéro-Terrestre) est un plan de secours spécialisé français mis en place au niveau départemental ayant pour objectif la recherche terrestre et la localisation précise d'aéronefs civils ou militaires en détresse et de ses occupants,.

## Organisation générale
Le plan SATER correspond à la "phase de recherche" et à la "phase de sauvetage" du volet SAR (Search And Rescue) du Plan d'urgence en cas d'accident de l'aviation civile prévu à l'article 21 du Règlement européen n°996/2010 du 20 octobre 2010
La responsabilité du déclenchement et de l'arrêt des opérations de recherche et de sauvetage des aéronefs en détresse ainsi que de la détermination initiale des zones de recherche appartient dans tous les cas à l'armée de l'air, par l'intermédiaire des centres de coordination de sauvetage Air (Air Rescue Coordination Centers ARCC).
La responsabilité générale des opérations de recherche et de sauvetage des aéronefs en détresse appartient dans les secteurs terrestres :
a) A l'armée de l'air pour la conduite des moyens aériens et la coordination générale ;
b) Au préfet pour la conduite des opérations de secours par moyens terrestres ;
L’activation du plan SATER peut avoir lieu lorsqu'un appareil a disparu ou a émis des signaux de détresse ou lorsqu'un appareil tombe ou atterrit brutalement sur le territoire.
Cette phase de recherche s'appuie en parallèle sur le dispositif ORSEC. Le préfet de département met en œuvre le dispositif ORSEC SATER qui est une disposition spécifique du plan ORSEC départemental.
Lorsque l'aéronef a été localisé, la phase de sauvetage proprement dite débute. Les autorités publiques, par le biais du dispositif ORSEC, mettent en œuvre concomitamment ou successivement des procédures permettant de traiter les conséquences d'un accident d'aéronef. Ainsi, lors des opérations de sauvetage, et dans le cas où cela est nécessaire, le secours aux rescapés de l'accident est assuré par l'application du dispositif ORSEC Novi. Le mode d'action ORSEC "gestion des décès massifs" ou "soutien des populations" peuvent également être mis en oeuvre.

## Phases SATER
La phase de recherche se compose de quatre phases pouvant être mises en œuvre indépendamment :
- Alpha : simple demande de renseignements lorsque l'on est sans nouvelles d'un aéronef ;
- Bravo limite : demande de vérification dans une zone déterminée de certaines informations en mettant en œuvre un nombre limité de moyens de recherches ;
- Bravo : demande de recherches effectives et plus complètes lorsqu'un aéronef est en détresse au sol ou a disparu dans une zone probable sans qu'il soit possible de localiser l'accident aérien ou lorsque le fonctionnement d'une balise de détresse en émission est signalé ;
- Charlie : demande de recherches terrestres pour retrouver l'épave d'un aéronef accidenté lorsque la zone probable de l'accident aérien est localisée.

## Acteurs
En France métropolitaine, conformément au décret du 27 octobre 2014 et à l'instruction interministérielle du 23 février 1987, les opérations de recherches et de sauvetage des aéronefs en détresse et de leurs occupants sont confiées à l'Armée de l'air qui dispose d'un ARCC (centre de coordination de sauvetage Air) dit Rescue Coordination Center (RCC-FRANCE) situé sur la base aérienne 942 Lyon-Mont-Verdun. 
L'ARCC recueille les éléments, détermine la zone probable d'accident et déclenche l'opération. En secteur terrestre, il dirige l'opération dans son ensemble et spécifiquement les moyens aériens qu'il est le seul à pouvoir déclencher et coordonner. 
Il demande au Préfet d'organiser et de conduire les recherches par moyens terrestres et radio-électriques selon le plan ORSEC - dispositif SATER
La préfecture met à disposition :
- les forces de sécurité intérieures : la Gendarmerie ou la Police nationale suivant le lieu de l'accident ; parmi lesquelles est désigné le COR (Commandant des opérations de recherches) ,responsable du commandement et de la coordination des équipes de recherches terrestres et qui fait mettre en oeuvre le PC Recherches.
- les radioamateurs bénévoles réunis au sein de l’ADRASEC, qui ont pour mission la localisation des balises de détresse,

- les mairies ;
- les sous-préfectures ;
- le SAMU ;
- les Sapeurs-pompiers ;
- les Associations agréées de Sécurité civile A.A.S.C.
- le Délégué militaire départemental (DMD).
- les autres acteurs du dispositif ORSEC dont le concours peut être nécessaire.

En cas d’accident d’aéronef militaire, les opérations de sauvetage sont entreprises avec la collaboration technique de l’autorité militaire pour ce qui concerne les mesures à prendre à l’égard des équipages et du matériel spécifique à ces aéronefs.

## Plan SAMAR
Dans le secteur maritime, la direction des opérations de recherche appartient au préfet maritime dans le cadre du dispositif SAMAR (Sauvetage Aérien MARitime), disposition spécifique du plan ORSEC Maritime.

## Sources
- Plan ORSEC SATER 2A - Dispositions spécifiques pour la recherche et le sauvetage terrestre d'aéronefs en détresse ou accidentés
- Instruction interministérielle du 23 février 1987 portant organisation et fonctionnement des services de recherches et de sauvetage des aéronefs en détresse (SAR) en temps de paix
- Articles D742-16 à D742-21 du Code de la Sécurité intérieure

- Article 21 du Règlement européen n°996/2010 du 20 octobre 2010 "Afin de veiller à réagir de façon plus complète et plus harmonisée aux accidents à l’échelle de l’Union, chaque État membre met en place à l’échelon national un plan d’urgence en cas d’accident de l’aviation civile. Ce plan d’urgence couvre également l’assistance aux victimes d’accidents de l’aviation civile et à leurs proches"
- Instruction interministérielle du 26/04/2017 relative au plan d'urgence en cas d'accident de l'aviation civile. NOR: INTE1600882J
- L'alerte et les missions de recherche et de sauvetage (SAR) d'aéronefs en détresse Action de la DGAC Conseil général de l'environnement et du développement durable - Juin 2011